# 죽성초등학교
죽성초등학교는 대한민국 부산광역시 기장군에 있는 공립 초등학교이다.

## 학교 연혁
- 1957년 4월 16일 기장국민학교 죽성분교장 개교
- 1964년 3월 1일 죽성국민학교 개교
- 1985년 2월 6일 병설유치원 인가
- 1995년 3월 1일 부산광역시로 편입(6학급 편성)
- 2011년 11월 18일 호주와의 화상영어수업 시작(AKC Program)
- 2012년 4월 25일 야외학습장 및 독서장 개장

## 참고 자료
- 죽성초등학교 - 한국교육학술정보원 학교알리미